# L'Impératif présent
L'Impératif présent est une pièce de théâtre de Michel Tremblay dont la première a lieu en 2003. Elle met en scène Claude, le protagoniste de la pièce Le Vrai Monde ?, et son père Alex.

## Argument
Depuis l'époque de la pièce Le Vrai Monde ?, trente ans ont passé. Claude, le fils dramaturge, rend visite à son père qui l'a tant humilié, tant détesté, et qui aujourd'hui souffre de la maladie d'Alzheimer. Face à ce père muré dans son silence, le fils lui adresse la parole, se vide le cœur. Violent et amer, mais aussi tout au bord du pardon, le monologue de Claude trouve un écho dans l'écriture de la réplique imaginaire du père.

## Création
L'Impératif présent est créé le 13 octobre 2003 par le Théâtre de Quat'Sous, dans une mise en scène d'André Brassard. La distribution originale est composée de Jacques Godin et Robert Lalonde.

## Source
Michel Tremblay, L'Impératif présent, Léméac Éditeur, 2003, 51 p.